# Romanswiller
Romanswiller is een gemeente in het Franse departement Bas-Rhin (n de regio Grand Est. De plaats maakt deel uit van het arrondissement Molsheim. Romanswiller telde op 1 januari 2022 1.184 inwoners.

## Geschiedenis
De gemeente maakte voor 2015 deel uit van het kanton Wasselonne. Toen het kanton op 22 maart 2015 werd opgeheven werd Romanswiller opgenomen in het kanton Saverne.

## Geografie
De oppervlakte van Romanswiller bedraagt 11,42 vierkante kilometer; Op 1 januari 2022 was de bevolkingsdichtheid 103,7 inwoners per km².

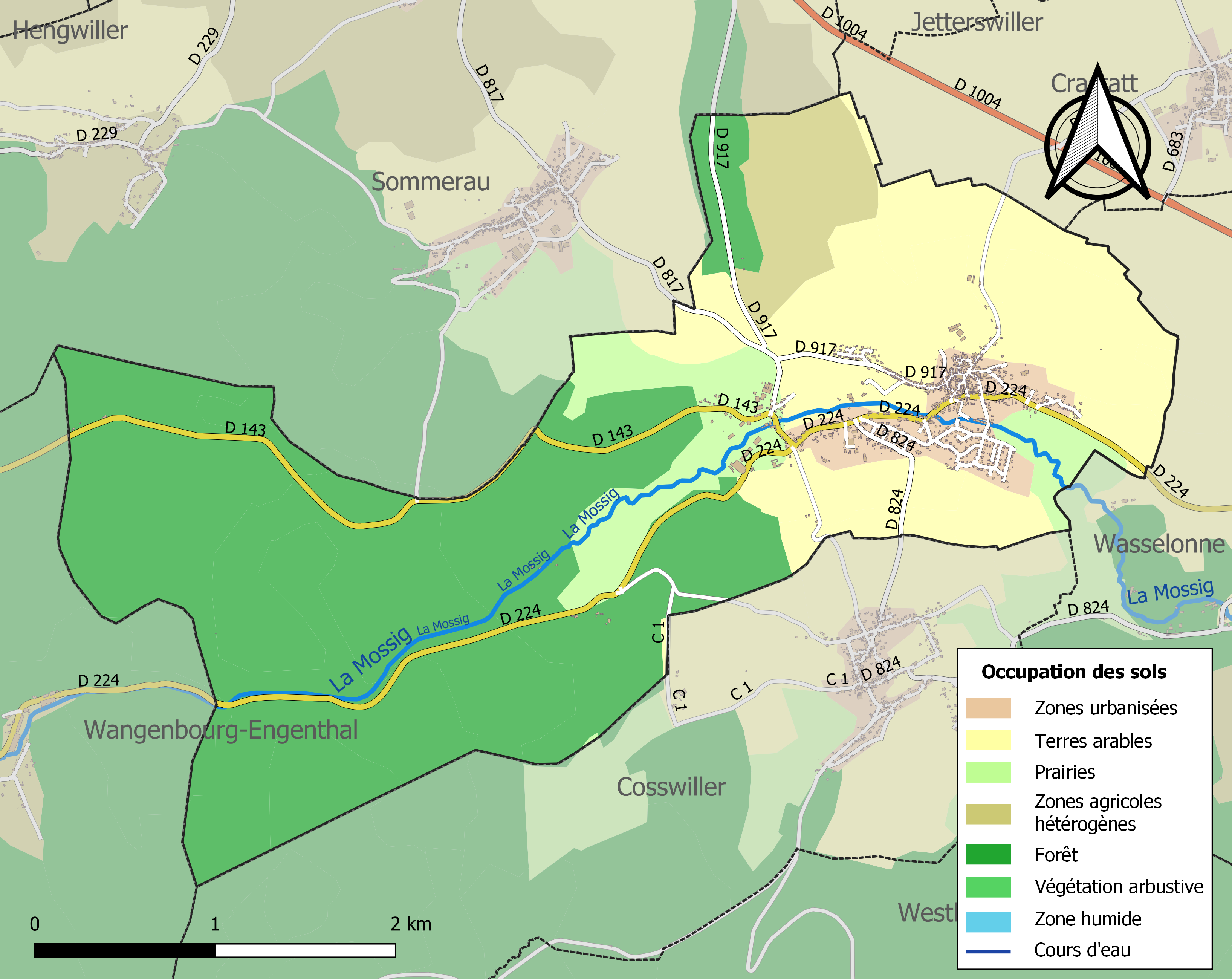
Kaart van de gemeente met de belangrijkste infrastructuur, bodemgebruik en omliggende gemeenten

## Demografie
Onderstaande figuur toont het verloop van het inwonertal.

## Evenementen en feesten
- laatste weekend van juli: Messti van het dorp.

Altenheim · Crastatt · Dettwiller · Dimbsthal · Eckartswiller · Ernolsheim-lès-Saverne · Friedolsheim · Furchhausen · Gottesheim · Gottenhouse · Haegen · Hattmatt · Hengwiller · Hohengœft · Jetterswiller · Kleingœft · Knœrsheim · Landersheim · Littenheim · Lochwiller · Lupstein · Maennolsheim · Marmoutier · Monswiller · Ottersthal · Otterswiller · Printzheim · Rangen · Reinhardsmunster · Reutenbourg · Saessolsheim · Saint-Jean-Saverne · Saverne · Sommerau · Steinbourg · Schwenheim · Thal-Marmoutier · Waldolwisheim · Westhouse-Marmoutier · Wolschheim · Zehnacker · Zeinheim